# Alotropia

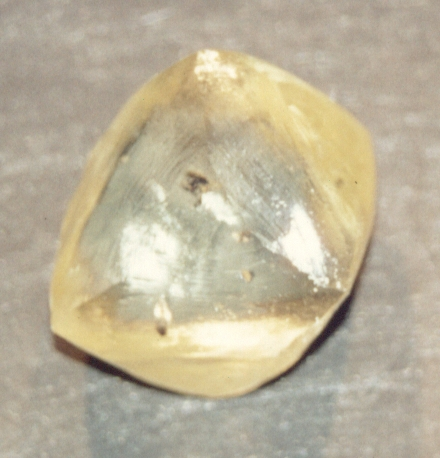
diament

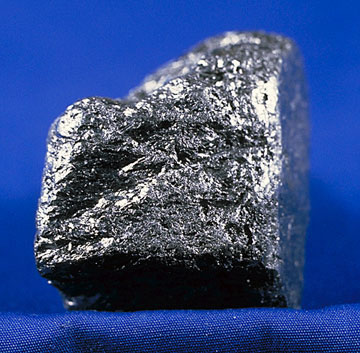
grafit

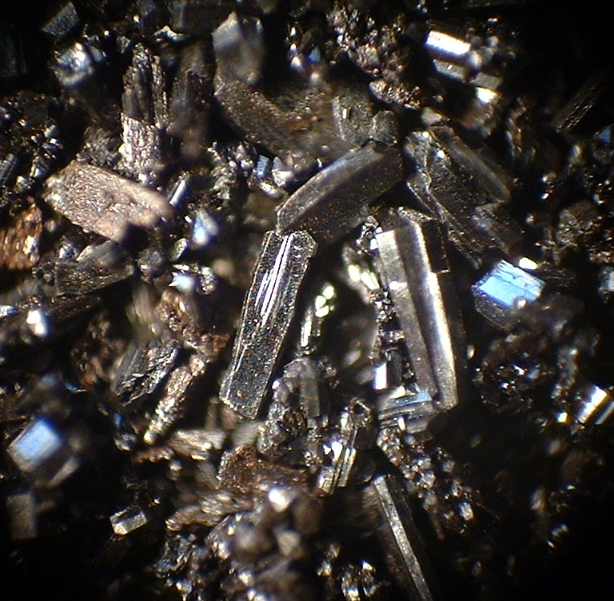
Kryształy fulerenu C_{60}

Schemat struktury długiej nanorurki

Alotropia – zjawisko występowania w tym samym stanie skupienia różnych odmian tego samego pierwiastka chemicznego, różniących się właściwościami fizycznymi i chemicznymi. Odmiany alotropowe pierwiastka mogą różnić się między sobą strukturą krystaliczną lub liczbą atomów w cząsteczce.
Alotropia jest szczególnym przypadkiem polimorfizmu, czyli różnopostaciowości substancji.
Chociaż odmiany alotropowe nie są różnymi stanami skupienia materii, przejścia z jednej odmiany alotropowej do drugiej są przemianami fazowymi pierwszego rzędu. Nie zachodzą one jednak w ściśle określonych temperaturach, lecz są zależne od termicznej historii próbek. Powoduje to, że dany pierwiastek może występować w dwóch różnych odmianach alotropowych w tej samej temperaturze.

## Pierwiastki i ich odmiany alotropowe

### Najbardziej znane pierwiastki tworzące odmiany alotropowe
- tlen występujący naturalnie w fazie gazowej w formie cząsteczek dwuatomowych (O2) i trójatomowych – ozonu (O3); obie odmiany znane są też w stanie ciekłym i stałym; stały tlen występuje w 6 odmianach alotropowych (nie licząc stałego ozonu)
- węgiel występujący w formie diamentu, grafitu, fulerenu, grafenu, nanorurek i form poliynowych
- fosfor występujący w formie fosforu czerwonego, białego, fioletowego i czarnego
- siarka występująca w formie romboidalnej, jednoskośnej i polimerycznej
- żelazo o sieci regularnej przestrzennie centrowanej (α i δ) oraz regularnej ściennie centrowanej (γ).

### Inne pierwiastki tworzące odmiany alotropowe
- arsen
- antymon
- cyna
- mangan
- selen
- uran
- bor
- krzem
- german
- pluton (6 odmian, w tym dwie mające charakter półmetaliczny)[2][3]
- azot (w stałym stanie skupienia)
- berkel (2 odmiany alotropowe)[4]